# Saiha
Saiha, auch Siaha, ist eine Stadt im indischen Bundesstaat Mizoram.
Die Stadt ist Hauptort des Distrikts Saiha. Saiha hat den Status einer Town. Die Stadt ist in 17 Wards gegliedert. Sie hatte am Stichtag der Volkszählung 2011 25.110 Einwohner, von denen 12.741 Männer und 12.369 Frauen waren. Christen bilden mit einem Anteil von über 95 % die Mehrheit der Bevölkerung in der Stadt. Hindus bilden eine Minderheit von über 3 %. Die Alphabetisierungsrate lag 2011 bei 95,1 % und damit deutlich über dem nationalen Durchschnitt. 94,0 % gehören den Scheduled Tribes an.